# Хімічне споживання кисню
Хімічне споживання кисню, або ХСК — це:
- кількість кисню, що виділяється при електролізі 1 дм3 води;
- кількість кисню, що поглинається 1 дм3 води за 1 годину;
- кількість кисню у мг/дм3 (або іншого окисника у розрахунку на кисень), яка необхідна для повного окиснення органічних речовин, що містяться в пробі води; такі елементи як, С, H, S, P та інші (крім азоту), які присутні в органічній речовині, окиснюються до CO2, H2O, P2O5, SO3.

Вода вважається придатною для господарсько-питних цілей, якщо ХСК менше 0,3 мг О/л.
- концентрація кисню, розчиненого у воді у мг/дм3.